# Doldersummerveld

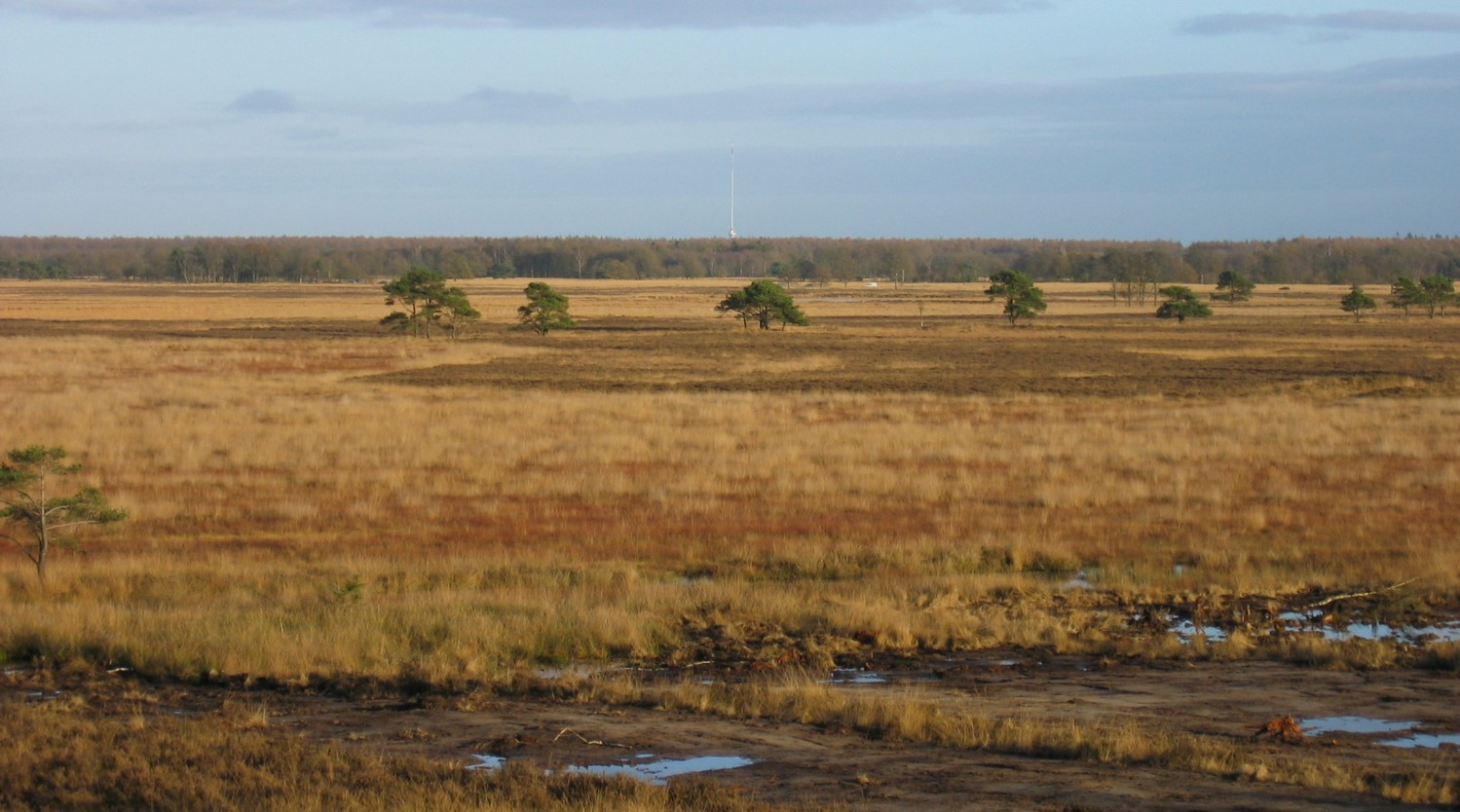
Doldersummerveld vanaf uitkijktoren, november 2004

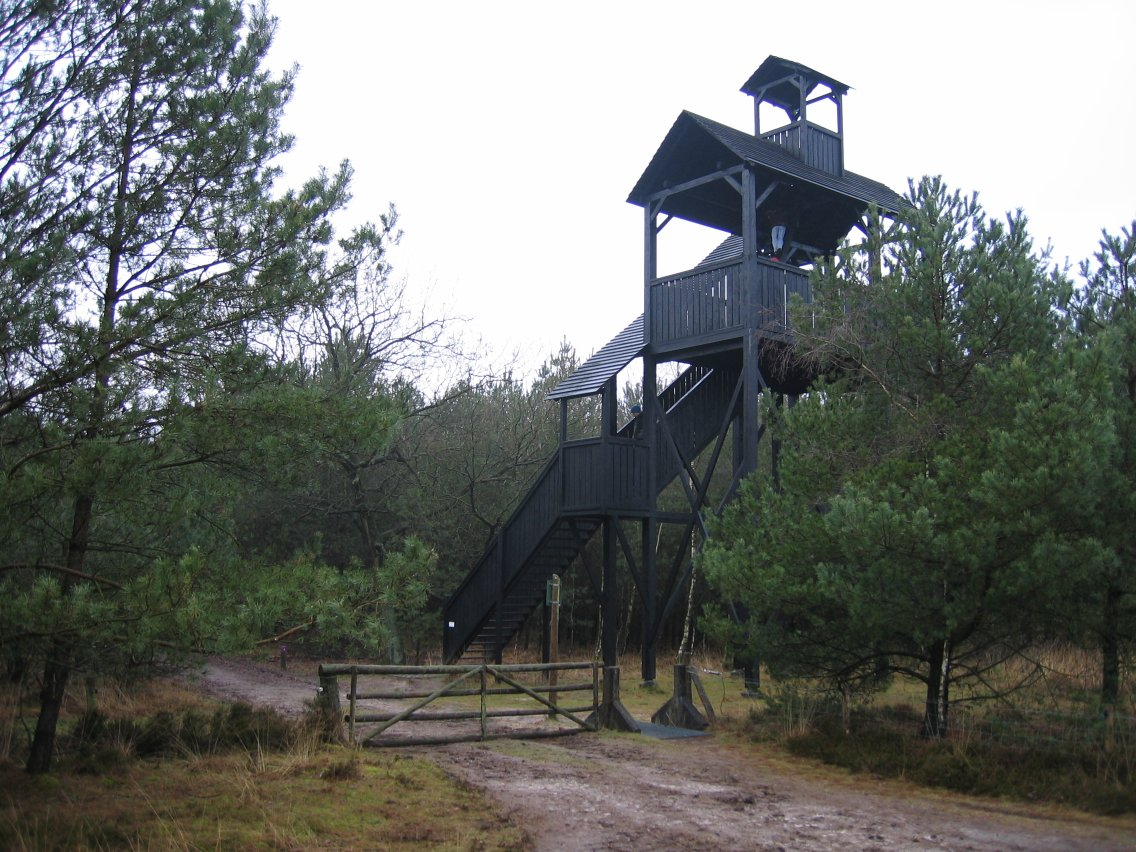
Uitkijktoren bij het Doldersummerveld, januari 2005

Het Doldersummerveld is een vochtig heidegebied binnen het Nationaal Park Drents-Friese Wold in eigendom van Het Drentse Landschap. Het is gelegen tussen Doldersum en Wateren in de gemeente Westerveld in de Nederlandse provincie Drenthe.
Aan de westkant grenst het veld aan de bossen van de Maatschappij van Weldadigheid, terwijl in het oosten de bezittingen van Natuurmonumenten, het Wapserveld en Berkenheuvel, aansluiten. Het gebied wordt doorkruist door de Huenderweg, die Wateren met Doldersum verbindt. Het gebied zelf is toegankelijk door een fietspad dat dwars over het Doldersummerveld gaat.
Bij het gebied staat een schaapskooi, waar ook een informatiecentrum in gevestigd is. Aan de zuidkant van het gebied staat een uitkijktoren, naar Pools model.

## Historie
In 1821 is het gebied aangekocht door de Maatschappij van Weldadigheid. Deze wilde de grond ontginnen en in gebruik nemen als landbouwgrond. Er is bos op geplant toen bleek dat dit financieel niet haalbaar was. Door een grote bosbrand is het bos verloren gegaan, waarna het gebied verkocht is aan het Drentse Landschap, die het weer terugbracht heeft in de oorspronkelijke staat.

## Flora en fauna
Bijzonde flora en fauna in het gebied:
- bruine vuurvlinder
- gentiaanblauwtje
- kommavlinder